# 法律專業特權
法律專業特權（英文：Legal professional privilege）是普通法地區所賦予的一種特權，將律師及客戶進行的行为取得法律意见所产生的通訊（包括文件及談話內容）保密，在未經客戶同意下一概不得公開。這種特權可以鼓勵客戶向律師展示一些對訴訟有幫助但不欲公開的資料。受法律專業特權保障的例子，包括客戶委聘律師進行訴訟的價錢、以及客戶在訴訟過程中向律師透露的私人事務等等。